# 丸山泰資
丸山 泰資（まるやま たいすけ、1995年2月5日 - ）は、愛知県常滑市出身の元プロ野球選手（投手）、野球指導者。右投右打。

## 経歴

### プロ入り前
常滑市立鬼崎中学校時代は愛知知多ボーイズで外野手としてプレー。
東邦高校時代は控え投手として東海大会に出場。3年生になると背番号1を付け愛知県大会優勝、東海大会ベスト4。最後の全国高等学校野球選手権大会では愛知大会で決勝戦に進出するも濱田達郎擁する愛工大名電に敗れた。

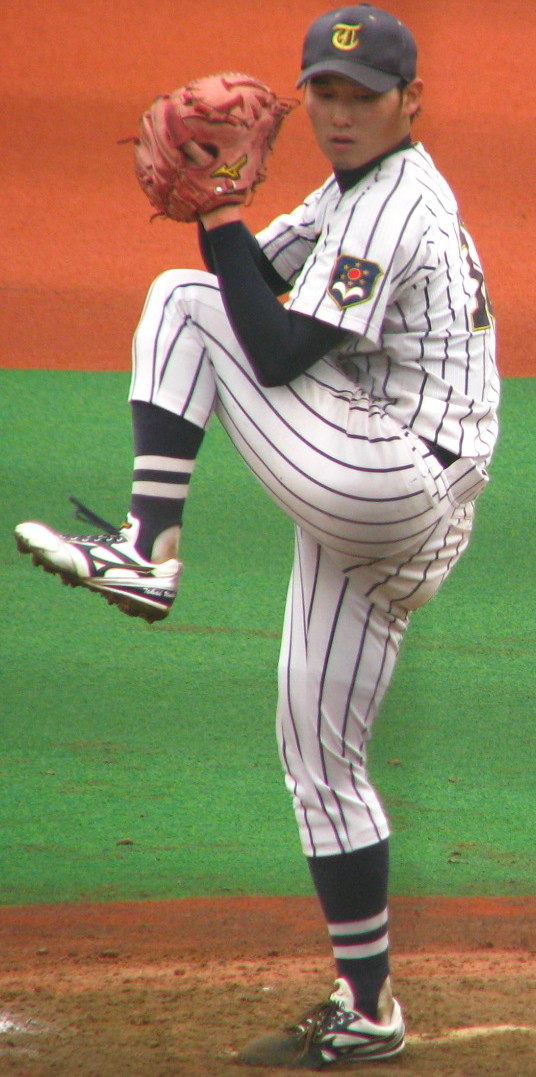
東海大学時代
（2016年10月8日）

東海大学時代は2年春のリーグ戦から控え投手として出場、3勝（無失点）でチームの全勝優勝に貢献。全日本大学野球選手権では優勝。3年春より先発に転向し、リーグ戦では4勝を挙げてベストナインを受賞。
2015年5月3日には首都大学野球連盟での日本体育大学戦（大和スタジアム）で完全試合を達成（上田次朗以来46年ぶり2人目）。
2016年10月20日に行われたNPBドラフト会議で中日ドラゴンズから6位指名され、11月13日に契約金3000万円、年俸720万円で入団に合意した（金額は推定）。東邦高校の後輩である藤嶋健人との同期入団となった。

### 中日時代
2017年6月14日対北海道日本ハムファイターズ戦12回表にプロ初登板し、一死一・二塁のピンチで杉谷拳士を二直で併殺に抑えた。
2018年は故障の影響で一軍登板なしに終わり、10月にトミー・ジョン手術を受けた。
2019年はリハビリに費やし一・二軍とも登板なしに終わり、11月19日に育成選手として再契約することが発表された。
2020年、9月にアンダースローに転向。11月のフェニックス・リーグで実戦復帰し、球速は146km/hを記録した。12月8日に引き続き育成選手として再契約した。
2021年はキャンプ中に右肘を痛めたが、5月29日に復帰登板を果たした。しかし、支配下契約には戻れず、10月7日、球団より戦力外通告を受けた。
2022年1月、ドラゴンズベースボールアカデミーのコーチに就任することが発表された。

## 選手としての特徴
自己最速球速は150km/h。スライダー、カーブ、フォークが持ち球。
2020年9月に、当時二軍投手コーチだった門倉健の薦めにより、投球フォームをオーバースローからサイドスロー気味のアンダースローへと変更した。

## 詳細情報

### 年度別投手成績
| 年 度    | 球 団    | 登 板 | 先 発 | 完 投 | 完 封 | 無 四 球 | 勝 利 | 敗 戦 | セ 丨 ブ | ホ 丨 ル ド | 勝 率 | 打 者 | 投 球 回 | 被 安 打 | 被 本 塁 打 | 与 四 球 | 敬 遠 | 与 死 球 | 奪 三 振 | 暴 投 | ボ 丨 ク | 失 点 | 自 責 点 | 防 御 率 | W H I P |
| -------- | -------- | ----- | ----- | ----- | ----- | -------- | ----- | ----- | -------- | ----------- | ----- | ----- | -------- | -------- | ----------- | -------- | ----- | -------- | -------- | ----- | -------- | ----- | -------- | -------- | ------- |
| 2017     | 中日     | 8     | 0     | 0     | 0     | 0        | 0     | 0     | 0        | 0           | .---  | 57    | 12.0     | 16       | 2           | 6        | 0     | 1        | 10       | 0     | 0        | 13    | 11       | 8.25     | 1.83    |
| NPB：1年 | NPB：1年 | 8     | 0     | 0     | 0     | 0        | 0     | 0     | 0        | 0           | .---  | 57    | 12.0     | 16       | 2           | 6        | 0     | 1        | 10       | 0     | 0        | 13    | 11       | 8.25     | 1.83    |

### 年度別守備成績
| 年 度 | 球 団 | 投手  | 投手  | 投手  | 投手  | 投手  | 投手     |
| 年 度 | 球 団 | 試 合 | 刺 殺 | 補 殺 | 失 策 | 併 殺 | 守 備 率 |
| ----- | ----- | ----- | ----- | ----- | ----- | ----- | -------- |
| 2017  | 中日  | 8     | 2     | 2     | 0     | 0     | 1.000    |
| 通算  | 通算  | 8     | 2     | 2     | 0     | 0     | 1.000    |

### 記録
初記録
投手記録
- 初登板：2017年6月14日、対北海道日本ハムファイターズ2回戦（ナゴヤドーム）、12回表一死に7番手で救援登板・完了、2/3回無失点
- 初奪三振：2017年6月16日、対埼玉西武ライオンズ1回戦（ナゴヤドーム）、9回表に源田壮亮から見逃し三振

打撃記録
- 初打席：2017年8月5日、対読売ジャイアンツ17回戦（東京ドーム）、5回表に菅野智之から見逃し三振

### 背番号
- 28（2017年 - 2018年）
- 69（2019年）
- 204（2020年 - 2021年）